# Кулагин, Юрий Александрович
Юрий Александрович Кулагин (1924—1987) — советский учёный, психолог и дефектолог, доктор психологических наук (1968), профессор (1971), действительный член Академии педагогических наук СССР (1985).
Автор многих научных трудов, некоторые из которых были опубликованы за рубежом.

## Биография
Родился 6 июля 1924 года в городе Коврове Владимирской области семье учителей.
В 1941 году окончил школу, с июля 1942 года принимал участие в Великой Отечественной войне, которую окончил в Восточной Пруссии. Затем участвовал в Советско-японской войне. После демобилизации из армии, вернулся в родной город и работал заведующим Домом пионеров. В 1947 году поступил на психологическое отделение философского факультета Московского государственного университета им. М. В. Ломоносова, который он с отличием окончил в 1952 году. В этом же году продолжил своё образование в аспирантуре Научно-исследовательского института дефектологии (ныне Институт коррекционной педагогики РАО), по окончании которой защитил кандидатскую диссертацию на тему «Осязательное восприятие предметов слепыми детьми».
После защиты диссертации Ю. А. Кулагин работал в Институте дефектологии научным сотрудником и заведующим лабораторией. С 1963 года работал ученым секретарем института, а с 1968 года — заместителем директора по научной работе. В этом же году он защитил докторскую диссертацию на тему «Восприятие средств наглядности учащимися школы слепых». В 1986—1987 годах Кулагин был директором Института дефектологии. Академик отделения психологии и возрастной физиологии АПН СССР с 1985 года, член-корреспондент — с 1978 года; академик-секретарь в 1986—1987 годах.
Юрий Александрович работал первым главным редактором, а затем стал членом редколлегии журнала «Дефектология», возглавлял научно-методический совет по дефектологии Министерства просвещения СССР, представлял дефектологию в экспертном совете ВАК СССР. Участвовал в работе ряда международных конгрессов, конференций и симпозиумов по проблемам дефектологии.
Был награждён орденами Октябрьской Революции, Дружбы народов, Отечественной войны II степени и Красной Звезды, а также многими военными медалями и бронзовой медалью ВДНХ СССР (за создание приборов для слепых).
Умер 2 июля 1987 года в Москве.